# Клан Лермонт
Клан Лермонт (шотл. — Clan Learmonth) — один з рівнинних шотландських кланів Прикордоння (Кордону — з Англією). На сьогодні клан немає визнаного герольдами Шотландії вождя, тому в Шотландії він називається «кланом зброєносців».
Гасло клану: Я сподіваюсь.

## Історія клану Лермонт
Назва клану Лермонт походить від назви земель Лермонт в Бервікширі. Це також старовинна назва земель в Мерсе. Вважається, що одним із засновників клану Лермонт був Томас Лермонт (1220—1298) — шотландський лорд XIII століття з Бервікширу. У свій час його вважали пророком. Він склав і проголосив чимало пророцтв, багато з яких збулося. В томі числі йому належить пророцтво на смерть королів Шотландії Олександра III. Також він прорік, що після смерті англійської королеви Єлизавети І буде правити Англією і всіма Британськими островами шотландський король Яків VI, що і збулося. У ті часи Томас Лермонт вважався знавцем надприродних явищ і сил. Його ім'я як чаклуна було так само відомим як ім'я Мерліна.
У 1408 році в Суїнтоні Вільям де Лермонт очолював інквізицію. У 1413 році в Единбурзі був відомий Ендрю де Лермонт і в 1426 році він підписується прізвищем Лермонт. У 1434 році Бервік Лермонт був клерком під час будівельних робіт в місті Единбург та в замку цього міста.
У 1454 році Якоб Лермонт був лідером місцевої релігійної громади єпархії міста Глазго та місцевим нотаріусом. Лінія вождів клану утворилася в результаті шлюбу в землях Дарсіс Файф. У 1546 році сер Джеймс Лермонт з Дарсі був ректором університету святого Андрія, служив при дворі короля Шотландії Джеймса V.
У 1604 році сер Джеймс Лермонт з Балкомі був призначений делегатом для утвердження політичного союзу Англії та Шотландії на основі королівської унії. Потім ця лінія вождів клану Лермонт обірвалася. У XVII столітті один вождів клану Лермонт оселився в Росії. Російський письменник Михайло Лермонтов (1814—1841) був нащадком цього Лермонта. Але не відомо, чи він був прямим нащадком Томаса Лермонта, чи тільки одного з чоловіків з клану Лермонт.
В Шотландії був поет та бард Джон Лермонт, що теж належав до цього клану. У 1791 році він опублікував збірник віршів в Единбурзі.